# Гірміна
Гірміна (грец. Hyrmine) — персонажка давньогрецької міфології. Дружина Форбанта, донька Нелея, сестра елідського царя Алектора, мати Авгія, Актора й Тіфіта. Місто Гірміна назване на її честь, заснував її син Актор.

## Родина
Гірміна була дочкою Нелея, Ніктея, або, за іншими джерелами, Епея та Анаксірої, і сестрою Алектора (хоча інші стверджують, що вона була єдиною дитиною). Вона була одружена з Форбасом і стала матір'ю аргонавтів Авгія, Актора Тіфія і доньки Діогенії.
Рідним батьком Авгія, можливо, був Геліос. За іншою версією Геліос і Навсідам або Елей або Посейдон називалися батьками Авгія.